# Mattia Righetti
Mattia Righetti (La Spezia, 10 de marzo de 1980) es un deportista italiano que compitió en remo. Ganó dos medallas de bronce en el Campeonato Mundial de Remo, en los años 2001 y 2002.

## Palmarés internacional
| Campeonato Mundial | Campeonato Mundial | Campeonato Mundial | Campeonato Mundial |
| Año                | Lugar              | Medalla            | Prueba             |
| ------------------ | ------------------ | ------------------ | ------------------ |
| 2001               | Lucerna (Suiza)    | Medalla de bronce  | Cuatro scull       |
| 2002               | Sevilla (España)   | Medalla de bronce  | Cuatro scull       |